# Ніколас Ібаньєс
Ніколас Алехандро Ібаньєс (ісп. Nicolás Alejandro Ibáñez; народився 23 серпня 1994, Венадо-Туерто, Аргентина) — аргентинський футболіст, нападник клубу «Атлетіко Сан-Луїс».

## Клубна кар'єра
Ібаньєс — вихованець клубу «Ланус». 2015 року гравець підписав контракт зі столичним «Комунікасьйонесом». 14 лютого в матчі проти «Депортіво Арменіо» він дебютував у Примері B Метрополітана. 14 березня в поєдинку проти «Депортіво Мерло» Ніколас забив свій перший гол за «Комунікасьйонес». Влітку 2016 року Ібаньєс на правах оренди перейшов до «Хімнасії Ла-Плата». 27 серпня в матчі проти «Велес Сарсфілд» він дебютував в аргентинській Прімері. У цьому ж поєдинку Ніколас забив свій перший гол за «Хімнасію Ла-Плата». По закінченні сезону клуб викупив трансфер гравця.
На початку 2018 року Ібаньєс перейшов до мексиканського «Атлетіко Сан-Луїс». 20 січня в матчі проти «Тампіко Мадеро» він дебютував у Лізі Ассенсо. 21 лютого в поєдинку проти «Атлетіко Сакатепек» Ніколас забив свій перший гол за «Атлетіко Сан-Луїс». У складі клубу він двічі став найкращим бомбардиром чемпіонату.
У 2019 році Ібаньєс допоміг команді вийти до еліти. Влітку того ж року Ніколас перейшов до іспанського «Атлетіко Мадрид». Сума трансферу становила 1 млн. євро, але для набуття ігрової практики його залишили в «Атлетіко Сан-Луїс» ще на рік. 21 липня в матчі проти УНАМ Пумас він дебютував в мексиканській Прімері.

## Статистика виступів
Станом на 7 жовтня 2019.
| Клуб                        | Сезон              | Ліга                       | Ліга | Ліга | Кубок | Кубок | Європа | Європа | Інші | Інші | Загалом | Загалом |
| Клуб                        | Сезон              | Дивізіон                   | Ігри | Голи | Ігри  | Голи  | Ігри   | Голи   | Ігри | Голи | Ігри    | Голи    |
| --------------------------- | ------------------ | -------------------------- | ---- | ---- | ----- | ----- | ------ | ------ | ---- | ---- | ------- | ------- |
| «Комунікасьйонес»           | 2015               | Primera B Metropolitana    | 35   | 9    | 2     | 1     | —      | —      | 0    | 0    | 37      | 10      |
| «Комунікасьйонес»           | 2016               | Primera B Metropolitana    | 19   | 6    | 0     | 0     | —      | —      | 0    | 0    | 19      | 6       |
| «Комунікасьйонес»           | 2016–17            | Primera B Metropolitana    | 0    | 0    | 0     | 0     | —      | —      | 0    | 0    | 0       | 0       |
| «Комунікасьйонес»           | Загалом            | Загалом                    | 54   | 15   | 2     | 1     | —      | —      | 0    | 0    | 56      | 16      |
| Хімнасія і Есгріма (оренда) | 2016–17            | Прімера Дивізіон           | 30   | 7    | 4     | 1     | 2      | 0      | 0    | 0    | 36      | 8       |
| Хімнасія і Есгріма          | 2017–18            | Прімера Дивізіон           | 10   | 2    | 0     | 0     | —      | —      | 0    | 0    | 10      | 2       |
| Хімнасія і Есгріма          | Загалом            | Загалом                    | 40   | 9    | 4     | 1     | 2      | 0      | 0    | 0    | 46      | 10      |
| «Атлетіко Сан-Луїс»         | 2017–18            | Ascenso MX                 | 13   | 7    | 0     | 0     | —      | —      | 0    | 0    | 13      | 7       |
| «Атлетіко Сан-Луїс»         | 2018–19            | Ascenso MX                 | 34   | 21   | 4     | 0     | —      | —      | 6    | 2    | 44      | 23      |
| «Атлетіко Сан-Луїс»         | Загалом            | Загалом                    | 47   | 28   | 4     | 0     | —      | —      | 6    | 2    | 57      | 30      |
| Атлетіко (Мадрид)           | 2019–20            | Ла-Ліга                    | 0    | 0    | 0     | 0     | 0      | 0      | 0    | 0    | 0       | 0       |
| «Атлетіко Сан-Луїс»         | 2019–20            | Прімера Дивізіон (Мексика) | 11   | 6    | 2     | 0     | —      | —      | 0    | 0    | 13      | 6       |
| Загалом за кар'єру          | Загалом за кар'єру | Загалом за кар'єру         | 152  | 58   | 12    | 2     | 2      | 0      | 6    | 2    | 172     | 62      |

1. ↑  Ігри в Південноамериканському кубку
2. ↑  Ігри в плей-оф Ascenso MX

## Досягнення
Індивідуальні
- Найкращий бомбардир Ліги Ассенсо (8 голів) — Апертура 2018
- Найкращий бомбардир Ліги Ассенсо (11 голів) — Клаусура 2019